# Dmitry Anatolyevich Medvedev
Dmitry Anatolyevich Medvedev (tiếng Nga: Дмитрий Анатольевич Медведев IPA: [ˈdʲmʲitrʲɪj ɐnɐˈtolʲjɪvʲɪtɕ mʲɪdˈvʲedʲɪf] ⓘ, sinh ngày 14 tháng 9 năm 1965 tại Leningrad) là cựu tổng thống của nước Nga từ ngày 7 tháng 5 năm 2008 đến ngày 7 tháng 5 năm 2012 và là cựu thủ tướng Nga từ ngày 8 tháng 5 năm 2012 đến ngày 15 tháng 1 năm 2020. Ông là người được Vladimir Putin chọn để nối tiếp ông trong chức vụ này.
Ông được bổ nhiệm làm phó thủ tướng chính phủ Nga ngày 14 tháng 11 năm 2005. Trước đây là chánh văn phòng của nội các Vladimir Putin, ông đảm nhận chức chủ tịch Hội đồng Quản trị Tập đoàn dầu khí quốc gia Nga Gazprom, một chức vụ ông đã đảm nhận lần thứ hai kể từ năm 2000. Ngày 10 tháng 12 năm 2007, người ta đã thông báo rằng ông là ứng cử viên cho cuộc bầu cử tổng thống năm 2008. Việc Medevedev ứng cử vào chức vụ này đã được đương kim tổng thống Vladimir Putin và các đảng ủng hộ tổng thống Putin ủng hộ. Ông được nhìn nhận là một nhà kỹ trị nhưng trên thực tế Dmitry Medvedev chưa bao giờ giữ một chức vụ nào thông qua bầu cử. Ngay sau khi được đề cử, Dmitry Medvedev đề nghị Putin trở thành thủ tướng nếu ông trúng cử Tổng thống.

## Thời thơ ấu
Medvedev là con trai vị Giáo sư Viện Công nghệ Leningrad Anatoly Afanasevich Medvedev (tháng 11 năm 1926 — 2004) và bà Yulia Veniaminovna Medvedeva (tên khai sinh Shaposhnikova, sinh ngày 21 tháng 11 năm 1939), và lớn lên tại quận Kupchino ở Leningrad. Ông sống trong một căn hộ 40 m2 (được coi là khá lớn cho một gia đình ba người thời Liên bang Xô viết).
Medvedev là một sinh viên hạng B ở trường cấp hai. Bà vợ tương lai của ông, Svetlana Linnik, là người bạn học. Medvedev thích thể thao, đặc biệt là môn đẩy tạ. Ông là fan của các ban nhạc Anh Black Sabbath và Deep Purple.
Ông tốt nghiệp Khoa Luật thuộc Đại học Quốc gia Leningrad năm 1987 (cùng với Ilya Yeliseyev, Anton Ivanov, Nikolay Vinnichenko và Konstantin Chuychenko) và vào năm 1990 nhận bằng PhD môn luật tư nhân cũng từ ngôi trường ấy. Anatoly Sobchak, một nhà chính trị dân chủ ngay từ thời thập niên 1980 và 1990, là một trong những giáo sư của ông, và Medvedev sau này đã tham gia vào chiến dịch tranh cử chức thị trưởng Sankt-Peterburg thành công của ông này. Năm 1990 ông làm việc tại Uỷ ban Đại diện Nhân dân Thành phố Leningrad dưới sự lãnh đạo của Vladimir Putin. Vladimir Churov, sau này là lãnh đạo uỷ ban tranh cử tổng thống, cũng khởi đầu sự nghiệp dưới quyền Putin thời gian ấy.
Trong khoảng 1991 và 1999, ngoài công việc của mình, Medvedev còn tham giao vào Cơ quan Hành chính thành phố Sankt-Peterburg, giữ chức giáo sư tại học hiệu đại học, hiện đã được đổi tên thành Đại học Quốc gia Sankt-Peterburg.

## Nghề nghiệp và sự nghiệp chính trị trước khi giữ chức Tổng thống
Từ năm 1991 tới năm 1996 Medvedev làm việc với tư cách chuyên gia pháp luật tại Uỷ ban Quan hệ Quốc tế (IRC) thuộc Văn phòng Thị trưởng Sankt-Peterburg dưới sự lãnh đạo của Vladimir Putin. Theo nghiên cứu của những người chỉ trích chính quyền Putin, Yuri Felshtinsky và Vladimir Pribylovsky, uỷ ban này đã tham gia vào nhiều hoạt động kinh doanh gồm cả cờ bạc. Mối liên hệ với hoạt động kinh doanh cờ bạc đã được thành lập qua một doanh nghiệp của thành phố được gọi là Neva Chance. Neva Chance đã trở thành một liên doanh cờ bạc đồng sở hữu của thành phố với số vốn sở hữu là 51%. Văn phòng thị trưởng không đóng góp vào bằng tiền, mà "bằng cách từ bỏ quyền thu tiền thuế tại các cơ sở mà các sòng bạc đang hoạt động." Các tác giả kết luận rằng Medvedev "là một trong những người đầu tiên [...] ở Nga, vẽ ra cách làm sao để chính phủ có thểm "tham gia" một công ty liên doanh mà không vi phạm luật pháp: không phải bằng cách góp đất hay bất động sản, mà bằng cách góp các khoản thu trên đất và bất động sản." Uỷ ban dưới sự lãnh đạo của Putin đã bị điều tra bởi cuộc điều tra các hoạt động thương mại bất hợp pháp bởi một uỷ ban nghị viện Sankt-Peterburg. Uỷ ban này đã đề nghị cách chức Putin khỏi văn phòng và các hoạt động của nó phải được các công tố viên điều tra.
Tháng 11 năm 1993, Medvedev trở thành giám đốc pháp luật của Ilim Pulp Enterprise, một công ty gỗ có trụ sở tại thành phố Sankt-Peterburg. Doanh nghiệp này ban đầu được đăng ký như một doanh nghiệp trách nhiệm hạn chế, và sau đó được đăng ký lại như một công ty cổ phần với tên gọi Fincell, "50% cổ phần thuộc sở hữu của Dmitry Medvedev." Năm 1998, ông cũng được bầu làm một thành viên của ban giám đốc nhà máy giấy Bratskiy LPK.
Tháng 11 năm 1999, Medvedev trở thành một trong những người Sankt-Peterburg được Vladimir Putin đưa vào các chức vụ lãnh đạo chính phủ ở Moskva. Tháng 12 năm ấy, ông được chỉ định làm phó lãnh đạo đội ngũ nhân viên văn phòng Tổng thống Nga. Dmitry Medvedev trở thành một trong những nhà chính trị gần gũi nhất với Tổng thống Putin, và trong cuộc bầu cử tổng thống năm 2000 ông là lãnh đạo chiến dịch tranh cử của Putin.

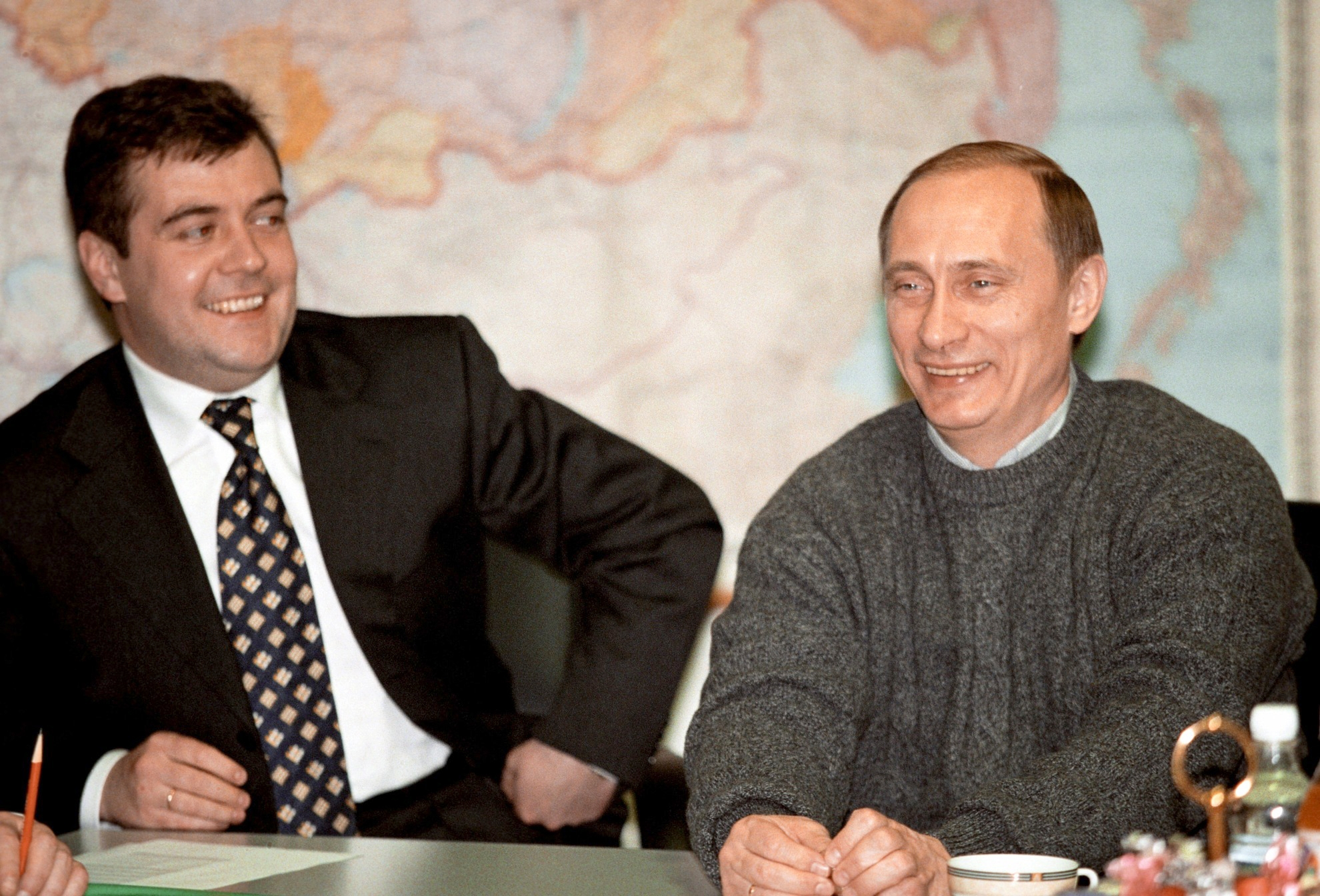
Medvedev với Vladimir Putin ngày 27 tháng 3 năm 2000 sau chiến thắng trong cuộc tranh cử Tổng thống của Putin một ngày trước đó.

Từ năm 2000 tới 2001, Medvedev là Chủ tịch ban giám đốc Gazprom. Sau đó ông giữ chức phó chủ tịch từ năm 2001 đến năm 2002. Tháng 6 năm 2002, Medvedev trở thành chủ tịch ban giám đốc Gazprom lần thứ hai. Tháng 10 năm 2003, ông thay thế Alexander Voloshin trở thành chủ tịch Văn phòng Tổng thống Nga.
Tháng 11 năm 2005, ông được Tổng thống Vladimir Putin chỉ định làm Phó thủ tướng thứ nhất, Phó chủ tịch thứ nhất Hội đồng thực thi các dự án ưu tiên quốc gia Nga trực thuộc Tổng thống Liên bang Nga, và Chủ tịch Hội đồng Tổng thống. Tháng 12 năm 2005, Medvedev được tạp chí Expert, một tờ tuần báo tiếng Nga, bầu là Nhân vật của năm. Ông cùng được bầu với Alexei Miller, CEO của Gazprom.
Với vẻ ngoài rõ ràng là một người dịu dàng, Dmitry Medvedev được coi là một người theo chủ nghĩa tự do ôn hoà và thực dụng, một nhà quản lý có khả năng và một người trung thành với Putin. Ông cũng được biết tới như một lãnh đạo của "phái các luật sư Sankt-Peterburg", một trong những nhóm chính trị được hình thành quanh Vladimir Putin thời ông làm tổng thống. Các thành viên khác trong nhóm này được cho là gồm cả người đồng sở hữu Ilim Pulp Corporation Dmitry Kozak, người phát ngôn Hội đồng Liên bang Nga Sergei Mironov, Yuri Molchanov, và lãnh đạo cơ quan an ninh cá nhân Putin Viktor Zolotov. Tháng 1 năm 2008 Anders Åslund đánh giá về tình hình xảy ra trong điện Kremlin sau khi Medvedev được chỉ định là rất nghiêm trọng với nguy cơ của một cuộc đảo chính từ phía phái siloviki — "một tình trạng tiền đảo chính điển hình".

### Cuộc bầu cử tổng thống năm 2008

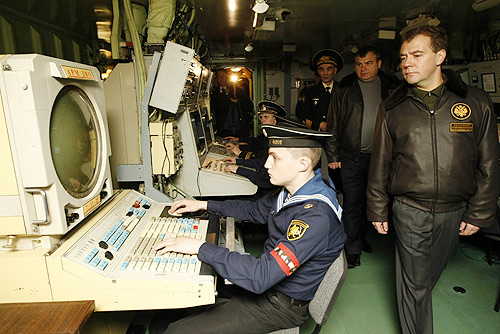
Tổng thống Nga Dmitry Anatolyevich Medvedev tham quan phòng điều khiển chiếc Tàu sân bay Đô đốc Kuznetsov tháng 10/2008

Sau khi được chỉ định làm Phó thủ tướng thứ nhất, nhiều nhà quan sát chính trị chờ đợi Medvedev được nêu tên làm người kế tục Putin trong cuộc tranh cử tổng thống năm 2008. Cũng có những ứng cử viên tiềm tàng khác, như Sergey Ivanov và Viktor Zubkov, nhưng vào ngày 10 tháng 12 năm 2007, Tổng thống Putin đã thông báo rằng Medvedev là người kế tục được ông ưa thích. Thông báo này được công bố trên TV với đề xuất đề cử Medvedev của bốn đảng tới Putin, và Putin sau đó đã đưa ra lựa chọn của mình. Bốn đảng ủng hộ Kremlin là Nước Nga Thống nhất, Nước Nga Công bằng, Đảng Ruộng đất Nga và Quyền lực Nhân dân. Đảng Nước Nga Thống nhất tổ chức đại hội đảng ngày 17 tháng 12 năm 2007 tại đó theo kết quả cuộc bỏ phiếu kín của các đại biểu, Medvedev được chính thức lựa chọn thành ứng cử viên tranh cử chức tổng thống trong cuộc bầu cử năm 2008 của họ. Ông chính thức đăng ký tranh cử với Uỷ ban Bầu cử Trung ương ngày 20 tháng 12 năm 2007 và nói ông sẽ từ chức chủ tịch Gazprom, bởi theo luật quy định, tổng thống không được phép giữ một chức vụ khác nữa. Đăng ký của ông được Uỷ ban Bầu cử Trung ương chính thức chấp nhận và có hiệu lực ngày 21 tháng 1 năm 2008.
Các nhà phân tích chính trị tin rằng hành động lựa chọn một người kế tục của Putin sẽ dẫn tới một thắng lợi dễ dàng trong ngày bầu cử, bởi những cuộc thăm dò ý kiến trước bầu cử cho thấy đại đa số cử tri sẽ ủng hộ ứng cử viên được Putin lựa chọn cho chức tổng thống. Một cuộc thăm dò ý kiến của một tổ chức thăm dò độc lập tại Nga, Levada Center, tiến hành trong giai đoạn 21–24 tháng 12 năm 2007 cho thấy rằng khi được đưa ra một danh sách các ứng cử viên tiềm tàng, 79% người dân Nga sẵn sàng bỏ phiếu cho Medvedev nếu cuộc bầu cử diễn ra ngay lập tức. Trong bài phát biểu đầu tiên sau khi đã đăng ký tranh cử, Medvedev thông báo rằng, với tư cách Tổng thống, ông sẽ chỉ định Vladimir Putin vào chức vụ thủ tướng để lãnh đạo Chính phủ Nga. Dù hiến pháp không cho phép giữ ba nhiệm kỳ liên tiếp, một vai trò như vậy sẽ cho phép Putin tiếp tục là một nhân vật chính trị đầy ảnh hưởng trên chính trường Nga. Hiến pháp cho phép ông quay trở lại chức vụ sau đó. Một số nhà phân tích đã nhanh chóng cho rằng một tuyên bố như vậy cho thấy Medvedev thừa nhận ông sẽ chỉ là một tổng thống không thực quyền. Putin đã cam kết rằng ông chấp nhận vị trí thủ tướng trong trường hợp Medvedev được bầu làm tổng thống. Dù Putin đã cam kết không thay đổi sự phân bố quyền lực giữa tổng thống và thủ tướng, nhiều nhà phân tích đã chờ đợi một sự thay đổi trung tâm quyền lực từ chức vụ tổng thống sang thủ tướng khi Putin nắm chức vụ này khi Medvedev làm tổng thống. Các poster cổ động bầu cử đã thể hiện hình ảnh hai người bên nhau với khẩu hiệu "Chúng tôi sẽ cùng chiến thắng" ("Вместе победим")
Tháng 1 năm 2008, Medvedev bắt đầu chiến dịch tranh cử tổng thống của mình với các điểm cổ động tại các vùng. Với những kết quả ban đầu cho thấy ông có thể giành chiến thắng trong cuộc bầu cử ngày mùng 2 tháng 3 năm 2008 với kết quả cách biệt, Medvedev đã thề nguyện cộng tác chặt chẽ với người đã lựa chọn ông cho chức vụ này, Vladimir Putin.
Vladimir Churov, Chủ tịch Uỷ ban Bầu cử Tổng thống, là một người bạn của cả Putin và Medvedev và họ đã cùng làm việc với nhau ngay từ thập niên 1990 trong bộ máy của Sobchak tại thành phố Sankt-Peterburg. Uỷ ban bác bỏ tư cách tham gia bầu cử của các lãnh đạo đối lập Kasparov và Kasyanov bằng các quy định kỹ thuật trong luật bầu cử mới được sửa đổi trước đó để gây trở ngại cho chiến dịch tranh cử của phe đối lập. Ba ứng cử viên được cho phép tham gia không được coi là đủ sức gây nguy hiểm cho Medvedev và rõ ràng không hề có hành động gì phản đối ông. Medvedev từ chối tham gia vào các cuộc tranh luận chính trị với các ứng cử viên khác.
Trong một bài phát biểu trong chiến dịch tranh cử, Medvedev tán thành sở hữu tư nhân, bỏ bớt các quy định trong hoạt động kinh tế, giảm thuế, tư pháp độc lập, chống tham nhũng và bảo vệ các quyền tự do cá nhân. Câu nói của ông "Tự do tốt hơn là không có tự do" tại Krasnoyarsk trong chiến dịch tranh cử đã được trích dẫn rộng rãi như một dấu hiệu của những thay đổi theo hướng tự do bởi một số người và bị một số người khác chỉ trích.
Medvedev nói chung được coi là có tư tưởng tự do hơn người tiền nhiệm, Vladimir Putin.
Medvedev đã được bầu làm Tổng thống Nga ngày 2 tháng 3 năm 2008. Theo các kết quả cuối cùng của cuộc bầu cử, ông giành được 70.28% phiếu với sự tham gia của 69.78% cử tri đã đăng ký. Sự công bằng của cuộc bầu cử đã bị tranh cãi, các nhóm giám sát chính thức đã đưa ra các báo cáo khác nhau. Nhiều Bản mẫu:Weasel-inline người nói rằng cuộc bầu cử là công bằng và tự do trong khi những người khác Bản mẫu:Weasel-inline nói rằng không phải mọi ứng cử viên đều có quyền tiếp cận truyền thông như nhau và rằng phe đối lập với Kremlin đã bị đối xử không công bằng. Các nhóm giám sát tìm thấy một số vi phạm khác, nhưng không đưa ra các báo cáo về gian lận bầu cử. Nhiều người đồng ý rằng các kết quả nói chung phản ánh đúng ý nguyện của người dân.
Nhà tổ chức chương trình truyền hình Nga Shpilkin đã phân tích các kết quả từ cuộc bầu cử của Medvedev và đưa ra kết luận rằng chúng đã bị các uỷ ban bầu cử giả mạo. Tuy nhiên, sau sự sửa chữa của cái gọi là yếu tố giả mạo, Medvedev vẫn là người chiến thắng, mặc dù chỉ với 63% phiếu thay vì 70%.
Việc bầu cử Medvedev là sự tiếp tục của hình mẫu đổi chác qua lại giữa người có tóc và người trọc đầu của các lãnh đạo nước Nga ít nhất bắt đầu từ thời Sa hoàng Aleksandr I.

## Chức vụ Tổng thống

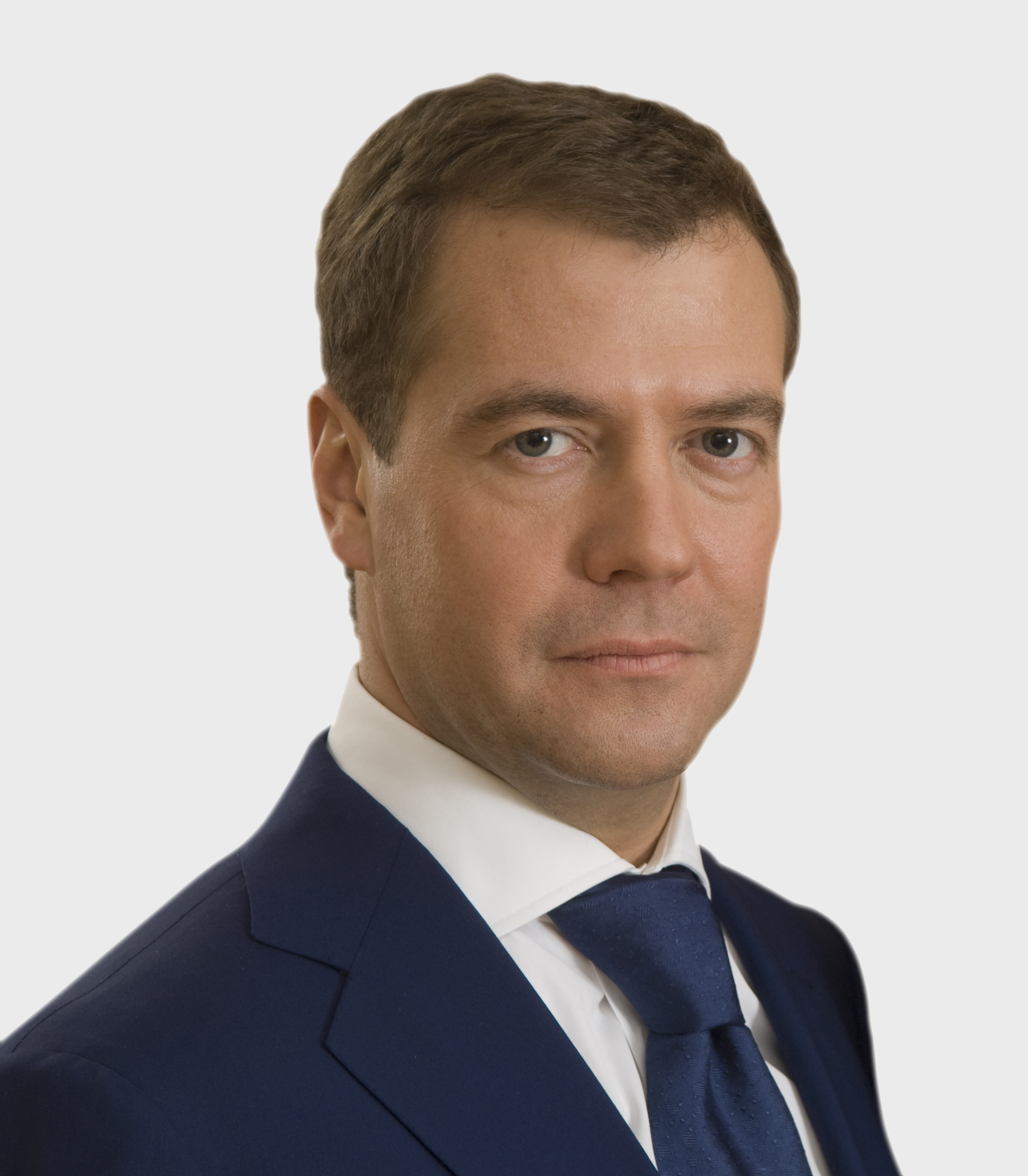
Chân dung chính thức của Tổng thống Dmitry Medvedev.

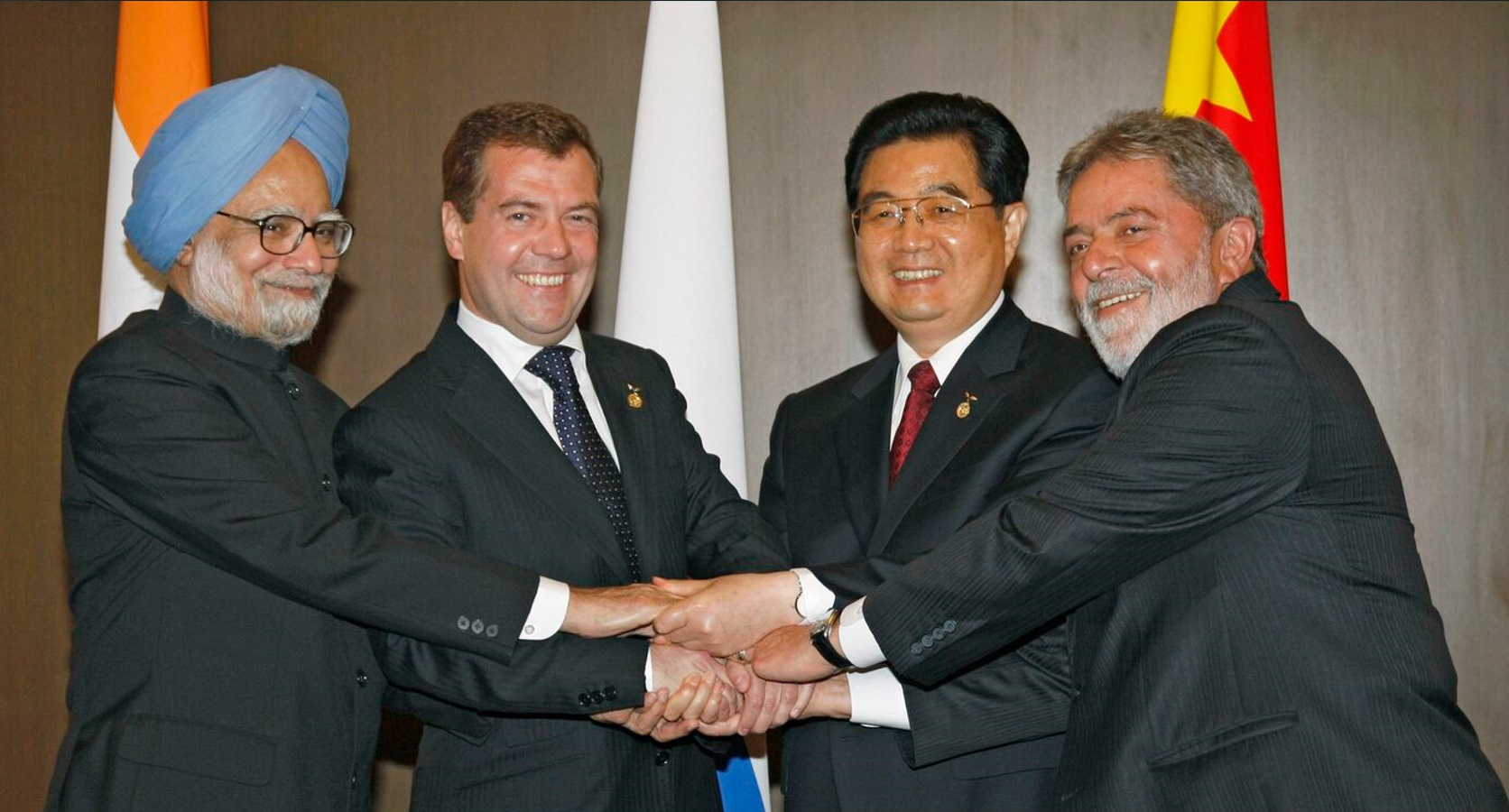
Các lãnh đạo BRIC năm 2008 - Manmohan Singh, Dmitry Medvedev, Hồ Cẩm Đào và Luiz Inácio Lula da Silva

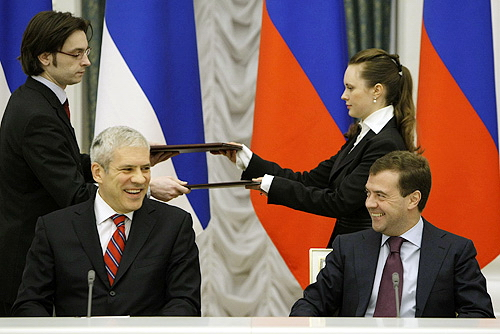
Dmitry Medvedev và Boris Tadić, ký thoả thuận về xây dựng đường ống dẫn khí South Stream cuối năm 2008

Ngày 7 tháng 5 năm 2008, Dmitry Medvedev tuyên thệ trở thành Tổng thống thứ ba của Liên Bang Nga trong một buổi lễ được tổ chức tại Điện Kremlin. Sau khi tuyên thệ nhậm chức và nhận được sợi dây chuyền có những chú đại bàng hai đầu tượng trưng cho chức vị tổng thống, ông nói: "Tôi tin tưởng rằng các mục tiêu quan trọng nhất của mình sẽ là bảo vệ các quyền tự do dân sự và kinh tế; Chúng ta phải chiến đấu cho một sự tôn trọng thật sự dành cho pháp luật và vượt qua mọi hành động vô chính phủ bất hợp pháp, đang làm tổn hại sự phát triển hiện đại." Bởi lễ nhậm chức của ông trùng với lễ Ngày Chiến thắng mùng 9 tháng 5, ông đã tham gia cuộc duyệt binh tại Quảng trường Đỏ và ký một nghị định cung cấp nhà ở cho các cựu binh.

### Chính sách đối nội
Ngày 8 tháng 5 Dmitry Medvedev đã chỉ định Vladimir Putin làm Thủ tướng Nga. Tháng 9, Nga chịu tác động từ cuộc Khủng hoảng tài chính Nga năm 2008. Dmitry Medvedev coi sự suy sụp của thị trường chứng khoán Nga có nguyên nhân từ cuộc khủng hoảng khả năng thanh toán tại Hoa Kỳ và rằng cuộc khủng khoảng tại Nga không chủ yếu bởi các vấn đề bên trong nền kinh tế và các chính sách của chính phủ. Ông đã chỉ đạo bơm một lượng lớn vốn ngân sách nhà nước vào các thị trường để ổn định trình hình.
Trong bài phát biểu đầu tiên trước nghị viện ngày 5 tháng 11 năm 2008, Medvedev đã đề xuất thay đổi Hiến pháp Nga nhằm tăng nhiệm kỳ Tổng thống và Duma Quốc gia từ bốn lên năm và sáu năm (xem Các sửa đổi Hiến pháp Nga năm 2008).
Ngày 10 tháng 3 năm 2009 Medvedev đã ký nghị định tổng thống cải cách hệ thống dịch vụ dân sự trong giai đoạn 2009-2013 như một phần mục tiêu chống tham nhũng của ông. Các hướng cải cách chính gồm thiết lập một hệ thống giám sát dịch vụ dân sự mới, đưa ra kỹ thuật hiệu quả và các phương pháp sử dụng nguồn nhân lực hiện đại, tăng hiệu lực và tính chuyên nghiệp của đội ngũ nhân viên dịch vụ dân sự.
Điều này nghe như một sự khuôn sáo nhưng rất đúng: người Nga mê uống rượu. Người Nga uống rượu vodka, được coi như quốc hồn quốc túy, như người ta uống nước. Món ăn đầu tiên trong bất cứ bữa ăn nào cũng có mục đích khuyến khích người ta uống rượu. Và chẳng có gì đáng ngạc nhiên khi thấy bà mẹ đi trên đường một tay đẩy con trên xe, còn tay kia cầm chai bia. Chất cồn chảy trong huyết quản người Nga và thấm sâu vào nền văn hóa của họ. Lần sau cùng khi có người tìm cách thay đổi điều này - cựu lãnh đạo Liên Xô Mikhail Sergeyevich Gorbachyov - ông mất hẳn sự hỗ trợ của quần chúng. Nhưng 24 năm sau khi có cuộc vận động mạnh mẽ nhằm kêu gọi dân Nga bớt rượu, Medvedev quyết định mạo hiểm một lần nữa: tuyên chiến với việc dân Nga nghiện rượu.
Medvedev tuyên bố trong một cuộc họp chính phủ ngày 12 tháng 9 năm 2009 rằng tình trạng nghiện rượu nay đang trở thành một "tai ương có tầm vóc quốc gia," với tất cả mọi người dân, đàn ông, đàn bà, trẻ em hàng năm tiêu thụ khoảng 18 lít cồn nguyên chất mỗi người, theo nghiên cứu của Viện Y tế Quốc gia. "Hãy cứ tưởng tượng xem bao nhiêu chai vodka đã uống-điều này phải làm cho chúng ta hoảng hồn," Medvedev nói trong cuộc họp. Ông sau đó đưa ra đề nghị bao gồm việc tăng thuế và đưa ra luật nghiêm khắc hơn để giảm thiểu việc uống rượu. Và nhiều người cho rằng đây lại là việc khởi sự một nỗ lực viển vông khác: cuộc chiến giữa chính phủ và quần chúng nghiện rượu.
Hầu như ai cũng nghĩ rằng đám đông nghiện rượu này sẽ lại giành thắng lợi. Bộ trưởng Y tế Tatyana Golikova nói "chúng ta rõ ràng đứng hàng đầu thế giới về việc tiêu thụ rượu bia," và nói là tình hình ngày càng tồi tệ hơn. Kể từ thập niên 1970 đến nay, cứ mỗi thập niên, người Nga coi như tăng gấp đôi lượng rượu bia tiêu thụ. Các con số thống kê của nhà nước nói đến cuối năm 2009 có 38% người Nga trong lớp tuổi từ 20 đến 39 bị nghiện rượu; ở lớp từ 40 đến 59 tuổi, con số này tăng lên 55%. Ngộ độc từ rượu làm thiệt mạng trung bình mỗi năm khoảng 30.000 người ở Nga. Năm 1985, khi Gorbachev tăng giá rượu vodka và phá hủy các vườn nho, người dân đối phó bằng cách nấu rượu lậu. Và các tấm bích chương quảng bá cho chương trình chống nghiện rượu, có hình ảnh người dân từ chối không uống lượng rượu thường ngày của họ, đến nay vẫn còn là trò cười của dân chúng. Nỗ lực của Gorbachev sau cùng cũng cứu được mạng sống của khoảng 1 triệu người Nga. Nhưng sự hậu thuẫn dành cho ông đã suy giảm trầm trọng và không phục hồi nổi.
Ngoài vấn đề sức khỏe, việc không uống rượu hay giảm uống rượu cũng đem đến lợi lộc tài chánh. Boris Gryzlov, một nhà lãnh đạo nghị viện Nga, nói đến số tiền mà người dân Nga có thể tiết kiệm được để dành cho các món chi tiêu khác. "Số tiền mỗi người dân chi ra cho rượu mỗi năm có thể đủ để mua một xe hơi mới," Gryzlov nói. "Và nếu nhìn vào số tiền chi ra cho thực phẩm, thì rõ ràng là tiền rượu quá cao. Người tiêu thụ chi nhiều tiền cho rượu và bia hơn cả thịt, cá và gà vịt cộng lại!"
Nhưng không phải ai cũng có nhận định như vậy. "Về mặt chính trị, các chương trình này là một ý tưởng ngu xuẩn," theo Alexei Makarkin, phó giám đốc Trung tâm Kỹ thuật Chính trị tại Moskva. "Cứ mỗi lần họ đưa ra biện pháp giới hạn này thì có hai điều xảy ra: người dân bắt đầu tự nấu rượu, hay xoay sang uống những thứ khác. Đó là nước hoa rẻ tiền, thuốc mọc tóc, thuốc chùi kính, chất cồn dùng trong kỹ nghệ. Đây là trò chơi chết người."

### Chính sách đối ngoại

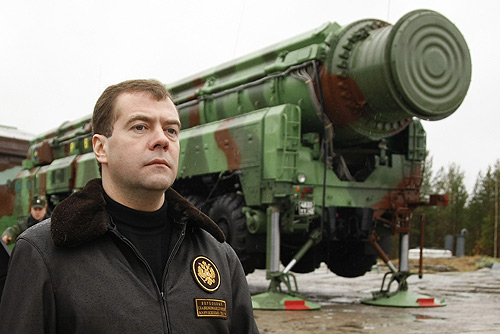
Dmitry Medvedev tại Sân bay vũ trụ Plesetsk

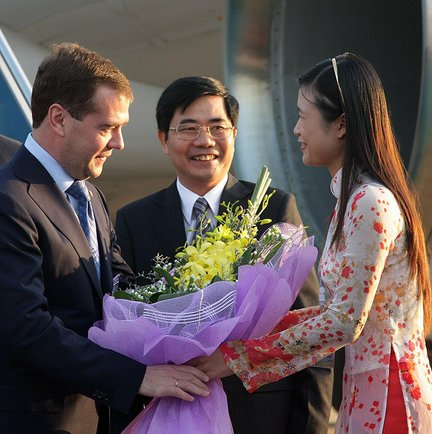
Medvedev tại Việt Nam, 30 tháng 10 năm 2010

Tháng tám, tháng cầm quyền tổng thống thứ ba của Medvedev, Nga tham gia vào cuộc Chiến tranh Nam Ossetia 2008 với Gruzia, khiến căng thẳng trong các mối quan hệ Nga-Mỹ tăng cao như thời hậu Chiến tranh Lạnh. Medvedev và Tổng thống Gruzia Mikhail Saakashvili ký một kế hoạch hòa bình ngày 15 và 16 tháng 8 được Liên minh châu Âu thương lượng và giữ vai trò trung gian. Theo đó, quân đội của đôi bên cần trở về vị trí trước khi xảy ra chiến tranh vào ngày 7 tháng 8. Medvedev nói với Tổng thống Pháp Nicolas Sarkozy vào ngày 17 tháng 8 rằng quân đội Nga sẽ bắt đầu rút lui trong ngày 18 tháng 8. Thế nhưng Medvedev không cam kết các quân nhân sẽ trở về trong lãnh thổ Nga.
Ngày 26 tháng 8, sau sau một cuộc bỏ phiếu với kết quả tuyệt đối của Quốc hội Nga, Medvedev đã ra một nghị định tổng thống chính thức công nhận Abkhazia và Nam Ossetia là các quốc gia độc lập,.
Ngày 31 tháng 8 năm 2008, Medvedev thông báo một sự thay đổi trong chính sách đối ngoại của Nga dưới chính phủ do ông lãnh đạo, được xây dựng quanh năm nguyên tắc chính:
1. Các nguyên tắc căn bản của luật pháp quốc tế là tối cao.
2. Thế giới sẽ là đa cực.
3. Nga sẽ không tìm kiếm xung đột với các quốc gia khác.
4. Nga sẽ bảo vệ các công dân của mình bất cứ họ đang ở đâu.
5. Nga sẽ phát triển các mối quan hệ trong các khu vực thân thiện.

Trong bài phát biểu trước nghị viện của mình ngày 5 tháng 11 năm 2008 ống cũng hứa sẽ triển khai các cơ sở hệ thống tên lửa Iskander và radar tại Khu vực Kaliningrad để đối phó với hệ thống phòng thủ tên lửa Hoa Kỳ tại Đông Âu.

## Đời sống cá nhân
Medvedev có gia đình và có một con trai tên là Ilya (sinh năm 1996). Vợ ông, Svetlana Vladimirovna Medvedeva, vừa là bạn thời thơ ấu vừa là người yêu ở trường. Họ lấy nhau vài năm sau khi tốt nghiệp năm 1982.

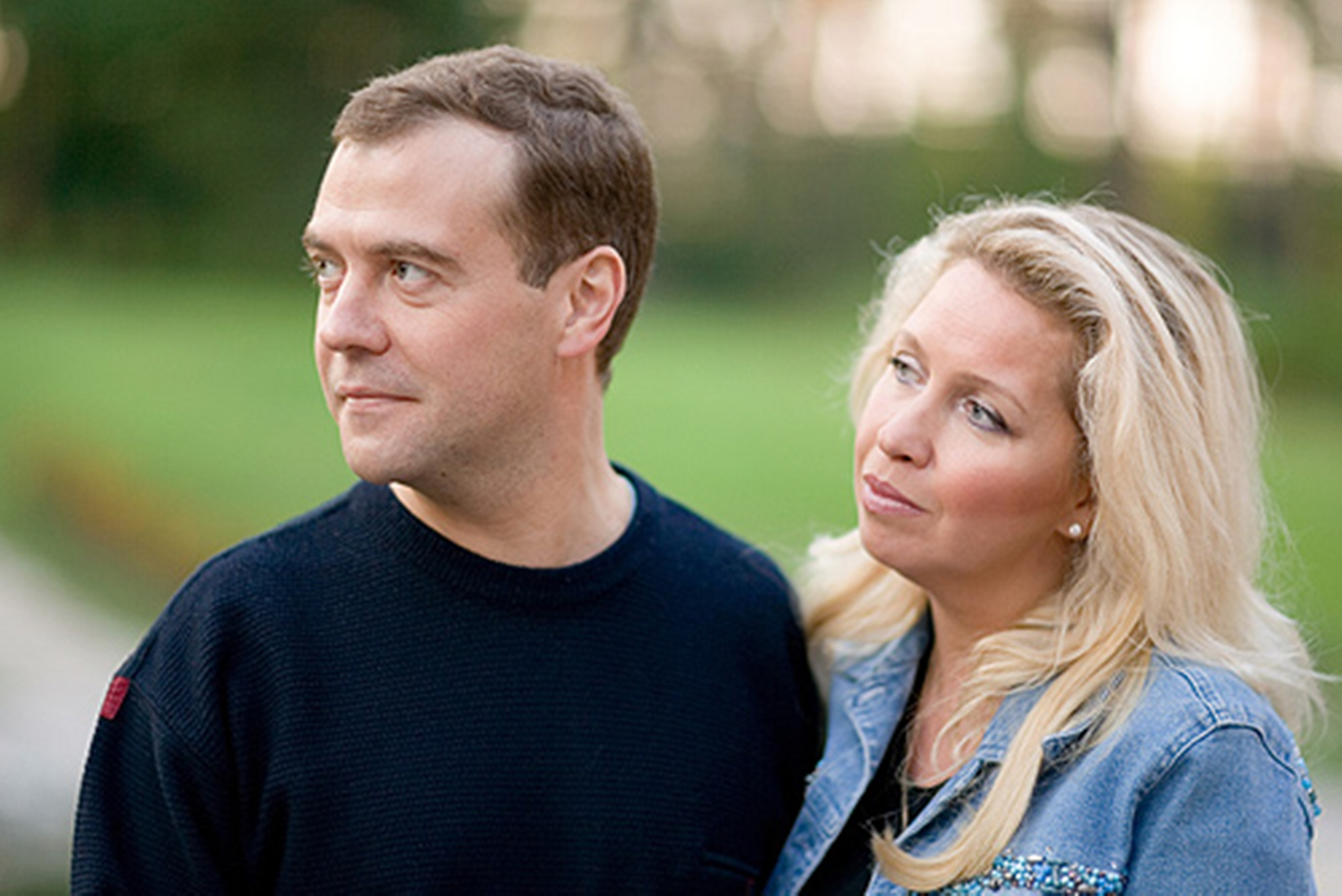
Dmitry Medvedev và vợ Svetlana Medvedeva

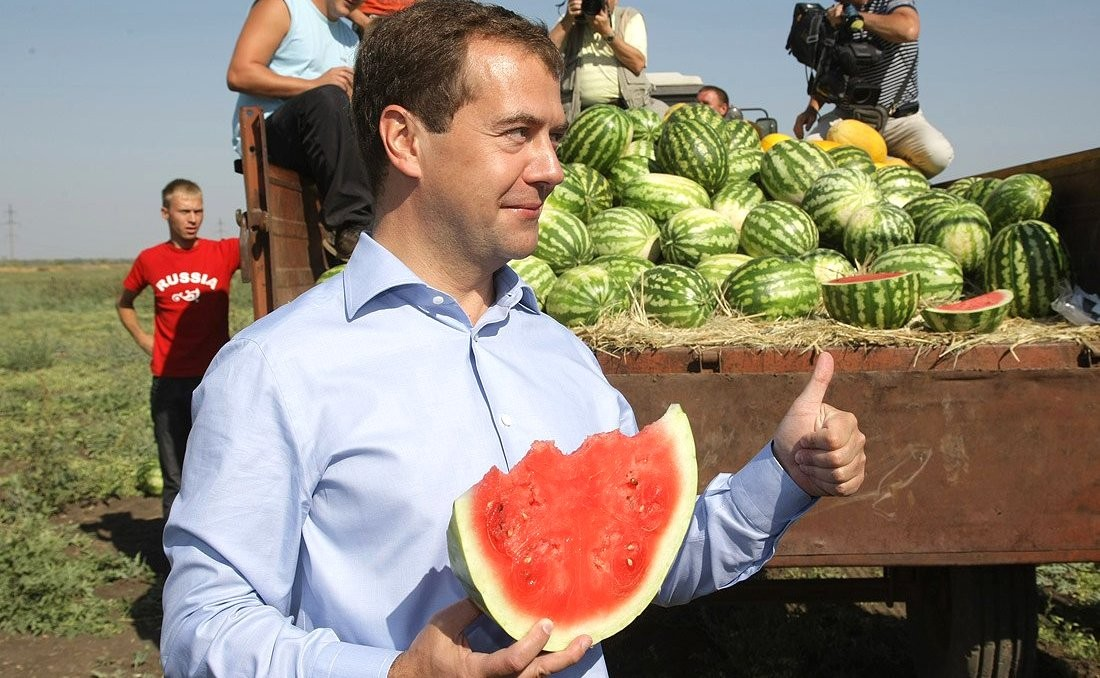
Dmitry Medvedev đang ăn dưa hấu

Medvedev là một fan đặc biệt của rock nặng Anh, Deep Purple, Black Sabbath, Pink Floyd, và Led Zeppelin là những ban nhạc ưa thích của ông. Ông là một nhà sưu tập các bản ghi vinyl gốc của các ban nhạc này và đã có toàn bộ các bản ghi của Deep Purple. Khi còn trẻ, ông làm các bản sao những bản ghi đó, dù các ban nhạc này khi ấy còn nằm trong danh sách đen của được liệt kê rõ của nhà nước. Tháng 2 năm 2008, Medvedev và Sergei Ivanov đã cùng tham gia một buổi biểu diễn của Deep Purple tại Moskva.
Dù có một lịch làm việc bận rộn, Medvedev luôn dành một giờ buổi sáng và một giờ vào buổi chiều để bơi và nâng tạ. Ông bơi 1,500 mét (xấp xỉ một dặm), hai lần mỗi ngày. Ông cũng tập chạy bộ, chơi cờ, và luyện yoga. Các sở thích của ông gồm đọc các tác phẩm của Mikhail Bulgakov, và theo dõi đội bóng đá chuyên nghiệp quê hương, FC Zenit Saint Petersburg.
Medvedev có một bể cá trong văn phòng và đích thân chăm sóc các chú cá. Medvedev có một chú mèo đực giống Neva Masquerade tên là Dorofey. Dorofey thường đánh nhau với một chú mèo của Mikhail Gorbachev—người từng là hàng xóm của Medvedev—vì thế Medvedevs phải cho hoạn Dorofey.
Năm 2007 Medvedev thông báo mức thu nhập là $80.000, và ông được cho là có một khoản tiết kiệm giá trị xấp xỉ trong ngân hàng. Vợ Medvedev không khai báo khoản tiết kiệm hay thu nhập. Họ sống trong một ngôi nhà ở "Zolotye Klyuchi" tại Moskva.
Trên Runet, Medvedev thỉnh thoảng gắn với meme Medved, có liên quan tới tiếng lóng padonki, khiến có nhiều cách viết hay vẽ hình châm biếm thể hiện Medvedev là một con gấu. (Từ medved có nghĩa "gấu" trong tiếng Nga và họ "Medvedev" là một tên đặt theo cha ông có nghĩa "con trai của gấu"). Medvedev rất quen thuộc với hiện tượng này và không thấy khó chịu, nói rằng web meme có quyền tồn tại.
Có thông tin, Dmitry Medvedev dùng một chiếc Apple iPhone, dù thực tế chiếc điện thoại này không được bán chính thức hay thậm chí được chứng nhận tại Nga.

## Công bố
Medvedev đã viết hai bài báo ngắn về chủ đề bản luận văn tiến sĩ của ông về luật báo chí Nga. Ông cũng là một trong những tác giả của một cuốn sách về luật dân sự cho các trường đại học được xuất bản lần đầu năm 1991 (ấn bản lần thứ 6 cuốn Luật dân sự 3 cuốn. đã được xuất bản năm 2007). Ông là tác giả một cuốn sách cho các trường đại học với tên gọi, Các câu hỏi của sự Phát triển Quốc gia Nga, lần đầu được xuất bản năm 2007, liên quan tới vai trò của nhà nước Nga trong chính sách xã hội và phát triển kinh tế. Ông cũng là đồng tác giả một cuốn sách bình luận pháp luật, Một chút bình luận về Luật Liên bang "Về Hoạt động Dân sự Nhà nước của Liên bang Nga", dự định được xuất bản năm 2008. Cuốn sách này đề cập tới Luật Liên bang của Nga trong lĩnh vực hoạt động dân sự, bắt đầu có hiệu lực từ ngày 27 tháng 7 năm 2004, từ nhiều góc nhìn — kinh viện, luật học, thực tế, thi hành- và áp dụng liên quan.
Từ tháng 10 năm 2008, Medvedev giữ videoblog của mình tại website tổng thống kremlin.ru.

## Trích dẫn

### Không thể biện minh cho sự đàn áp củaStalin
Medvedev viết trên blog của mình sáng 30 tháng 10 năm 2009, nhân dịp nước Nga kỷ niệm "Ngày Tưởng nhớ Đàn áp Chính trị," phóng viên nhật báo Ba Lan, Gzeta Wyborcza, tại Moskva đưa tin. "Tôi tin rằng, tưởng nhớ về bi kịch của dân tộc cũng thiêng liêng như tưởng nhớ về chiến thắng. Không có lý do gì để biện giải cho sự đàn áp chính trị." Medvedev viết rằng, "Chúng ta chỉ cần nghĩ - hàng triệu người đã chết vì khủng bố cùng những cáo buộc dối trá. Cho đến ngày hôm nay, có thể thấy, những tổn thất to lớn trên được biện minh bằng những mục đích cao hơn của nhà nước. Tôi tin rằng, không có sự phát triển, sự thành công, và tham vọng nào của đất nước, có thể đạt được bằng cái giá của bi kịch và mất mát. Không gì có thể được đặt trên giá trị cuộc sống con người. Và không bất cứ sự biện minh nào cho sự đàn áp chính trị (là có thể chấp nhận được)."
Quy mô của khủng bố, Medvedev nhắc nhở, là "không thể tưởng tượng nổi." "Nó đã đánh vào tất cả các dân tộc của đất nước, hủy diệt mọi tầng lớp xã hội, hàng triệu người bị thiệt mạng." Đề cập đến ủy ban chống lại sự bóp méo lịch sử, được thành lập gần đó, và trực thuộc Văn phòng Tổng thống, Medvedev giải thích rằng, sự dối trá về quá khứ không chỉ là "sự cố gắng sửa lại kết cục chiến tranh." Dối trá lịch sử, còn là sự cố gắng tìm cách "biện minh cho những kẻ đã giết hại đồng bào mình, những gì đang được người ta thực hiện nhân danh công lý lịch sử."
Nhận định của Medvedev, được xem là sự thay đổi trong cách nhìn nhận của giới chính trị Nga và được dư luận các nước cựu Cộng sản Đông Âu đánh giá tích cực. Các quốc gia cựu cộng sản tại Đông Âu đã gánh chịu nặng nề sự đàn áp chính trị của chủ nghĩa Stalin.
Theo BBC, nhân Kỷ niệm 65 năm chiến thắng chống phát xít, Tổng thống Nga Dmitry Medvedev nói "tội ác của Stalin là không thể biện minh được" và cho rằng thắng lợi là nhờ hy sinh to lớn của nhân dân. Cũng theo BBC, trong bài trả lời phỏng vấn báo Izvestia ngày 9 tháng 5, ông Dmitry Medvedev nói rằng dù từng cá nhân có quyền đánh giá khác nhau về Stalin, quan điểm của nhà nước Nga nay cho rằng Stalin "là nhà độc tài đã phạm các tội ác chống nhân dân".

### Bashar al-Assadđang tạo thêm nhiều cái chết cho Syria
Cuối tháng 1 năm 2013, khi được trả lời phỏng vấn về tình hình Syria, Medvedev, với tư cách là Thủ tướng Nga, đã trả lời: "Bashar Al-Assad càng ngày càng suy yếu. Vì vậy, ông ta đã tìm cách tạo thêm những bia mộ, thây xác, và cái chết trên đất nước này. Chúng ta không thể đứng nhìn được nữa."  Lời phát biểu này nhận được sự ủng hộ lớn của giới chính trị Hoa Kỳ, phương Tây và phe nổi dậy ở Syria, khác hẳn so với thái độ im lặng của Chính phủ Nga và Vladimir Putin trước đó.

## Hình ảnh

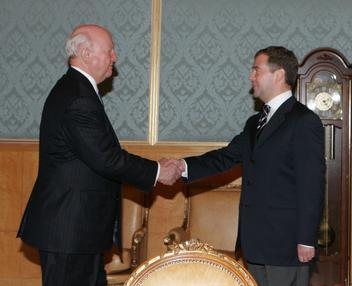
Phó thủ tướng thứ nhất Dmitry Medvedev và US Secretary of Energy Bodman
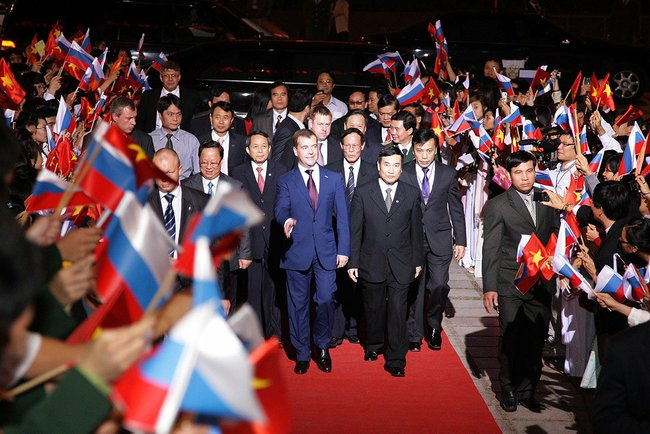
Medvedev tại Việt Nam, 31/10/2010
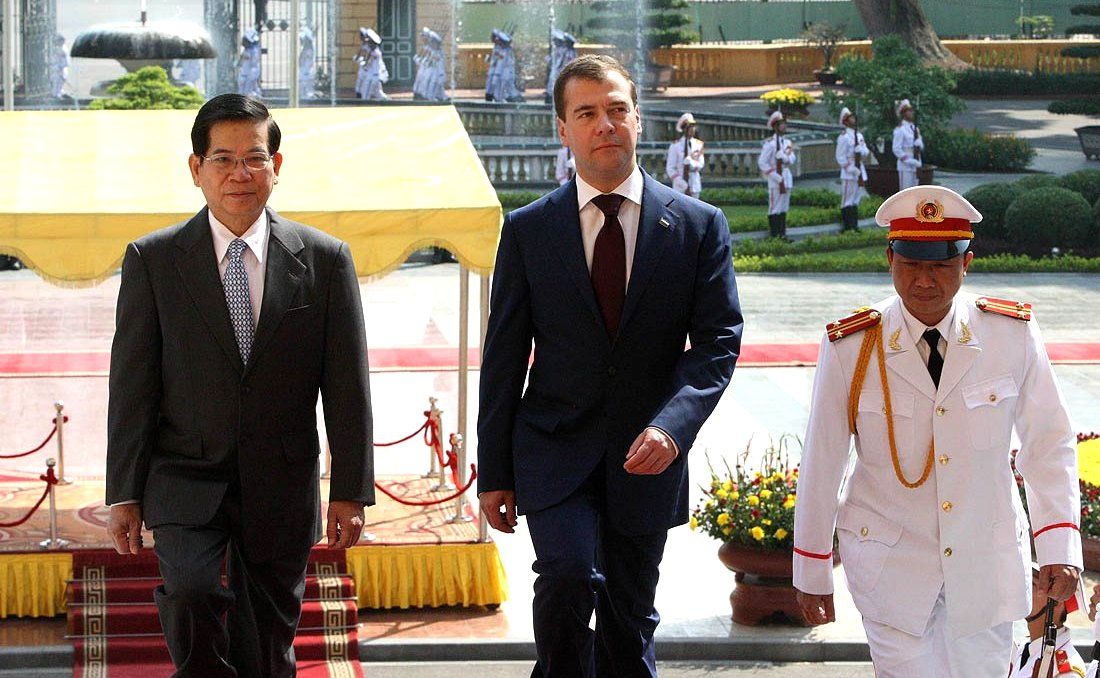
Medvedev và Nguyễn Minh Triết, 31/10/2010
- Tuyên bố của Dmitry Medvedev